# BAC TSR-2
British Aircraft Corporation TSR-2 — літак часів холодної війни, який поєднував в собі можливості штурмовика та розвідувального літака. Розробник — компанія British Aircraft Corporation (BAC). За проєктом літак міг нести як конвенційне, так і ядерне озброєння. Також за проєктом літак мав перетинати добре захищені ділянки фронту на малих висотах та великій швидкості та атакувати високо пріоритетні цілі з тилу. Інший сценарій використання літака полягав у можливості атаки, радіолокаційних (SAR) та фотографічних зображень, радіолокаційної та повітряної розвідки на великих швидкостях та висотах. 
Вже на випробуваннях першого планера під час польотів і тим, як літак "набирав" вагу під час проєктування, стало зрозуміло, що новий літак не зможе задовольнити всім початковим вимогам. За результатами льотних випробувань початкові вимоги були зменшені. 

## Борти що збереглись
Через пів року після скасування програми TSR-2, вся оснастка, приспособи, частини готових літаків були знищенні у Брукленді.
Вціліло два планери: повністю зібраний XR220 у музеї ВВС (Косфорд) і менш повний XR222 у Імперському Військовому музеї у Даксфорді. Єдиний планер що літав XR219, разом з завершеним XR221 та майже добудованим XR223 передали до Шоубунесу, де їх використовували як мішені для нових видів гарматного озброєння та шрапнелі. 
Три зібраних планера (XR224, XR225, XR226) та один недобудований XR227 (X-06, 07, 08, 09) були знищені компанією R. J. Coley and Son у місті Хоунслоу, Мідлсекс. 
Ще чотири планери з номерами від XR228 до XR231 скоріше за все не були побудовані. Ще десять літаків (від X-10 до X-19), номери від XS660 до 669 були закладени на стапелі, але все виготовлене було також знищено R. J. Coley and Son. Останній серійний номер з випробувальної серії XS670, відмічений як "відмінений", разом з ще 50 планерами від XS944 до 995.
Поспішність, з якою проєкт було скасовано, стала джерелом багатьох суперечок і її можна порівняти зі скасуванням та знищенням американських бомбардувальників Northrop Flying Wing і перехоплювача Avro Canada CF-105 Arrow, який було знищено в Канаді в 1959 році.

### Вцілілі планери
XR220 (X-02) у музеі ВПС у Косфорді
XR222 (X-04) в Імперському Військовому музеї у Даксфорді
Кабіна у експозиції Музею Бруксланд
Bristol Siddeley Olympus 22R-320 – 2 двигуни у експозиції Авіаційного музею у Гатвіку.

## Технічні характеристики

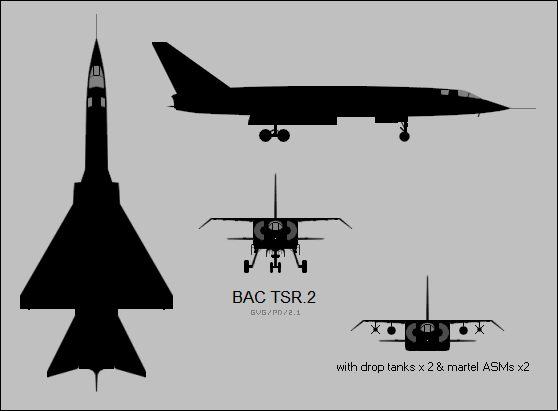
Сілует BAC TSR-2

Данні з книги TSR2: Britain's Lost Bomber

#### Загальні характеристики
- Екіпаж: 2 людини
- Довжина: 27 м
- Розмах крила: 11,3 м
- Висота: 7,24 м
- Площа крила: 65.3 м2
- Вага пустого літака: 24834 кг
- Вага спорядженого літака: 36094 кг
- Максимальна злітна вага: 46947 кг
- Силова установка: 2 × Bristol Siddeley B.Ol.22R Olympus Mk.320[en], турбореативний двигун з форсажною камерою, тяга 98 кН (22,000 фунт-сили),  136.2 кН (30,610 ф-с) з форсажем
- Максимальна швидкість: 2,15М (~2600 км/г) на висоті 12000 м (40000 фт)
- Дальність польоту: 4600 км
- Бойовий радіус: 1390 км
- Максимальна висота польоту: 12000м
- Швидкість набору висоти: 76 м/c
- Тягооснащеність: 0,59

#### Озброєння
- Вага озброєння на внутрішній підвісці: 4500 кг
- Вага озброєння на зовнішній підвісці: 1800 кг
- Внутрнішній відсік для зброї: довжиною 6 м, вміщує одну тактичну атомну бомбу Red Beard[en], або дві OR.1177 (300кт тактична бомба), або 6 бомб  вагою  по 450 кг. Фінальний проект передбачав розміщення чотирьох атомних бомб WE.177 попарно або тандемом. І дві на зовнішній підвісці на пілонах.

#### Авіоніка
- Автопілот - Autonetics Verdan, модернізований за участі Elliot Automation
- Радар огибання рєльєфу місцевості та навігаційна і бойова системи: Ferranti
- SAR радар - EMI
- Авіоніка - Marconi
- Система "свій-чужий" - Cossor
- Радіостанція - Plessey

## Дивись також
- Convair B-58 Hustler
- Dassault Mirage IV
- General Dynamics F-111 Aardvark
- North American A-5 Vigilante